# Joanna (film 2010)
Joanna – polski film dramatyczny z 2010 roku według scenariusza i w reżyserii Feliksa Falka.

## Opis fabuły
Kraków w okresie okupacji hitlerowskiej. W życiu Joanny (Urszula Grabowska) nic nie jest dane na zawsze. Przyjaciel nagle staje się wrogiem, a odruch serca zamienia się w przekleństwo. Joanna pracuje w kawiarni i pewnego dnia przygarnia przypadkowo spotkaną dziewczynkę, Różę (Sara Knothe), której matka została zabrana przez Niemców.
Początkowo, na prośbę dziewczynki, Joanna stara się odnaleźć jej matkę. Pojawiają się kolejne problemy. Joanna musi znaleźć nowe źródło utrzymania, a także trzymać w tajemnicy fakt ukrywania Róży, Żydówki, przed coraz bardziej wścibskimi ludźmi. Narasta w niej poczucie strachu i zagrożenia. Za sprawą donosu w jej mieszkaniu dochodzi do rewizji. Niemiecki oficer odkrywa jej tajemnicę.

## Obsada
- Urszula Grabowska − jako Joanna
- Sara Knothe − jako Róża
- Joanna Gryga − jako matka Róży
- Arkadiusz Brykalski − jako szmalcownik
- Remigiusz Jankowski − jako oficer tłumacz
- Ewa Worytkiewicz − jako kobieta w kościele
- Stanisława Celińska − jako Kamińska
- Ryszard Barycz − jako mecenas, sąsiad Joanny
- Monika Kwiatkowska-Dejczer − jako Marta
- Halina Łabonarska − jako matka Joanny
- Wojciech Leonowicz − jako strażnik na poczcie
- Mieczysław Grąbka − jako kierownik poczty
- Patrycja Topajew − jako Ola
- Izabela Kuna − jako Ewa
- Kinga Preis − jako Staszka
- Joachim Paul Assböck − jako major
- Marcel Wiercichowski − jako policjant
- Leszek Piskorz − jako ojciec Joanny
- Sebastian Ryś − jako Jurek
- Klaudiusz Kaufmann − jako żołnierz
- Krzysztof Bień − jako mężczyzna
- Grażyna Marzec − jako siostra zakonna
- Marcin Grzymowicz − jako mąż Joanny
- Michał Breitenwald
- Ireneusz Dydliński